# Jay Silverheels
Jay Silverheels és el nom artístic de Harold J. Smith (Six Nations, Ontario, 1919- Woodlands, Califòrnia, 1980) fou un actor mohawk, fou destacat jugador de lacrosse i boxejador fins que el 1938 debutà al cinema com a figurant, fent de germà d'Osceola a Key Largo (1948), però el que li va donar fama fou el paper de Tonto a la sèrie de televisió The Lone Ranger (1949-1956), amb seqüeles cinematogràfiques. També participà a diversos films fent d'indi, com Saskatchewan, Broken arrow (1950) i The man who loved Cat Dancing (1973).